# Mk 45型魚雷
Mk 45型反潛艇魚雷是潛射導線制導式核魚雷，是美國海軍設計，用於對付高速、深潛的敵方潛艇。它是其中一個推薦在諾布斯卡計劃（1956年夏天進行的反潛戰研究）中進行研究的武器。直徑19寸的魚雷安裝了W34核彈頭。發射潛艇需對彈頭保持直接控制意味著導線在魚雷引爆前需要一直連著發射潛艇。導線制導系統搭載在這條連接發射潛艇和魚雷的電纜上，而魚雷則沒有自動制導能力。這設計在1960年完成，當Mk 45型魚雷被Mk 48型魚雷替換時，在這1963-1976年間共生產了600枚Mk 45型魚雷。

## 設計
這枚由電動機推動，直徑19寸(480 mm)的魚雷長227寸(5,800 mm)，重2,400磅(1,100 kg)。搭載在Mk 45型魚雷上的W34核彈頭的爆炸當量為11千噸。發射潛艇對彈頭的直接控制，意味着它只能被發射潛艇引爆，這使得雙方之間的電纜連接是不可或缺的。基於上述原因，魚雷只配備了導線制導系統(引爆信號也通過這電纜傳送)，因而魚雷並沒有自動制導能力。Mk 45型魚雷的射程為5-8英里(8.0-12.9 km)。通過更換核彈頭和移除導線制導系統，魚雷可以重新配置，以對水面目標進行非制導發射/攻擊。